# Wyoming
Wyoming (/waɪˈoʊmɪŋ/ ⓘ) là một tiểu bang miền núi, nằm ở mạn tây Hoa Kỳ. Đây là tiểu bang rộng thứ 10, ít dân nhất, và thưa dân thứ 2 đất nước. Wyoming giáp Montana về phía bắc, South Dakota và Nebraska về phía đông, Colorado về phía nam, Utah về phía tây nam, Idaho và Montana về phía tây. Dân số bang năm 2018 ước tính là 577.737 người, tức ít người hơn 31 thành phố Hoa Kỳ, trong đó có Denver lân cận. Cheyenne là thủ phủ kiêm thành phố lớn nhất, với dân số đạt chừng 63.624 người (2017).
Hai phần ba mé tây của bang nằm trong vùng dãy Rocky, còn góc phần ba phía đông nằm trên một vùng bình nguyên gọi là High Plains. Gần nửa đất đai Wyoming do chính phủ Hoa Kỳ nắm giữ, khiến Wyoming trở thành bang có nhiều đất chính phủ thứ 6 toàn quốc. Địa phận liên bang gồm hai vườn quốc gia—Grand Teton và Yellowstone— hai National Recreation Area, hai tượng đài quốc gia, nhiều rừng quốc gia, địa điểm lịch sử, trại ấp cá, và khu trú ẩn cho sinh vật hoang dã.
Cư dân bản địa tại đây là người Crow, Arapaho, Lakota, và Shoshone. Tây Nam Wyoming từng là lãnh thổ đế quốc Tây Ban Nha rồi México cho tới khi nó được nhượng cho Hoa Kỳ năm 1848 vào cuối chiến tranh Hoa Kỳ-México. Từ Wyoming ban đầu được đặt cho thung lũng Wyoming ở Pennsylvania, bắt nguồn từ từ xwé:wamənk tiếng Munsee, nghĩa là "ở bãi sông lớn".
Kinh tế Wyoming dựa trên khai khoáng—chủ yếu là than đá, dầu mỏ, khí tự nhiên, trona—và du lịch. Sản phẩm nông nghiệp gồm thịt gia súc (thịt bò), rơm, củ cải đường, lúa mì, đại mạch, và len. Khí hậu mang tính bán hoang mạc và lục địa, khô khan và nhiều gió hơn phần còn lại Hoa Kỳ.
Về chính trị, Wyoming là một bang mang tính bảo thủ từ thập niên 1950, với việc ứng cử viên đảng Cộng hòa đứng trên trong mọi cuộc bầu cử tổng thống với ngoại lệ là năm 1964.